# گلار
گلار  روستایی از توابع بخش بيدشهر در شهرستان اوز در استان فارس ایران است. فاصله روستا تا شهر  کوره به عنوان مرکز بخش ۶ کیلومتر و تا شهر اوز (مرکز شهرستان) ۳۶ کیلومتر است.

## جمعیت
براساس سرشماری مرکز آمار ایران در سال ۱۳۹۰، جمعیت آن ۹۱۷ نفر (۲۳۴ خانوار) بوده که ۴۴۱ نفر مرد و ۴۷۶ نفر زن می‌باشند.

## جغرافیای طبیعی
از لحاظ موقعیت طبیعی، یک روستای دشتی با شیب نسبتا ملایم با جهت جنوبی – شمالی است که از سمت جنوب و شمال به ترتیب در میان ارتفاعات و اراضی پست کشاورزی محاط می‌باشد. گلار یکی از سرسبزترین مناطق شهرستان در اواخر زمستان و اوایل بهار می‌باشد.